# Imru al-Qays II ibn Amr
 (signalé en mai 2025).
Si vous disposez d'ouvrages ou d'articles de référence ou si vous connaissez des sites web de qualité traitant du thème abordé ici, merci de compléter l'article en donnant les références utiles à sa vérifiabilité et en les liant à la section « Notes et références ».
- Archive Wikiwix
- Bing
- Cairn
- DuckDuckGo
- E. Universalis
- Gallica
- Google
- G. Books
- G. News
- G. Scholar
- Persée
- Qwant
- (zh) Baidu
- (ru) Yandex
- (wd) trouver des œuvres sur Wikidata

Imru' al-Qays II ibn 'Amr (en arabe : امرؤ القيس بن عمرو   ) est le cinquième dirigeant des Lakhmides à al-Hirah, régnant d'environ 368 à 390.
Comme pour la plupart des dirigeants lakhmides du IVe siècle, on sait peu de choses sur lui, et même la chronologie de son règne est approximative. Il est appelé Muhrik ("incendiaire") par ses poètes contemporains, car il aurait eu l'habitude de défigurer les visages des rebelles au fer chaud.
Son fils al-Nu'man I (r. 390–418) lui succède.

## Source de la traduction
- (en) Cet article est partiellement ou en totalité issu de l’article de Wikipédia en anglais intitulé « Imru al-Qays II ibn Amr » (voir la liste des auteurs).